# Quelea quelea
Il quelea beccorosso (Quelea quelea (Linnaeus, 1758)) è un uccello passeriforme della famiglia dei Ploceidi (uccelli tessitori), diffuso nell'Africa subsahariana.<

## Descrizione
È di colore grigiastro col becco rosso ma nel periodo riproduttivo il maschio è (soprattutto nelle parti inferiori) solitamente giallo, talvolta rosso, tranne la faccia che è nera. Inoltre nel periodo riproduttivo il becco della femmina è giallo.

Pesa tra i 15 e i 20 grammi; è lungo tra gli 11 e i 13 cm.

## Biologia
Si nutre soprattutto di semi ed erba ma i piccoli vengono nutriti anche con insetti per fornire loro le proteine necessarie.
Nidifica in colonie molto affollate e si sposta alla ricerca di cibo in grandi stormi.

La nidificazione avviene in colonie: il nido (a forma di sfera irregolare appeso a un ramo) viene realizzato con molta cura dal maschio, le femmine poi scelgono i nidi che giudicano migliori e lì depongono le uova.

## Distribuzione e habitat
Vive nelle savane africane. 

## Conservazione
Non esiste una valutazione attendibile delle dimensioni della popolazione globale di quelea beccorosso, ma si stima che sia una delle specie di uccello più numerose al mondo.